# Secret Six

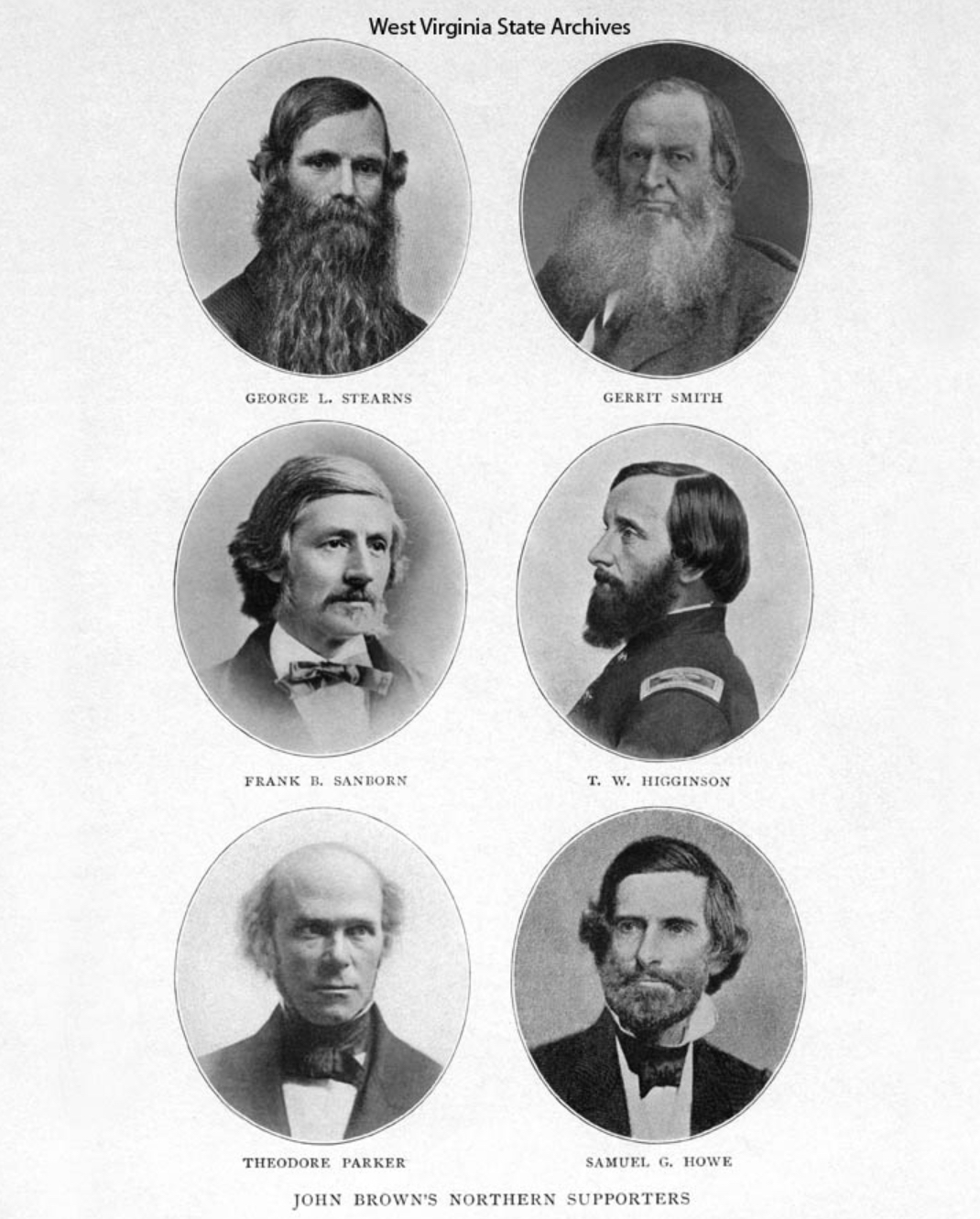
I Secret Six.

I Secret Six (o Committee of Six, Comitato dei Sei) erano un gruppo di potenti ed eruditi leader della finanza e della società del Massachusetts attivi negli anni '50 del XIX secolo (Thomas Wentworth Higginson, Samuel Howe, Theodore Parker, Gerrit Smith, Franklin Sanborn e George Luther Stearns).
Sono noti soprattutto per aver donato armi e aiuti finanziari a John Brown, un attivista abolizionista che sosteneva l'uso della guerriglia allo scopo di combattere i sostenitori dello schiavismo (ci troviamo nel bel mezzo delle discussioni tra schiavisti e anti-schiavisti, poco prima della Guerra di secessione americana).